# Hans-Peter Feldmann

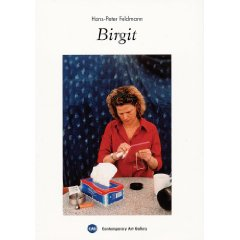
Obálka knížky Birgit

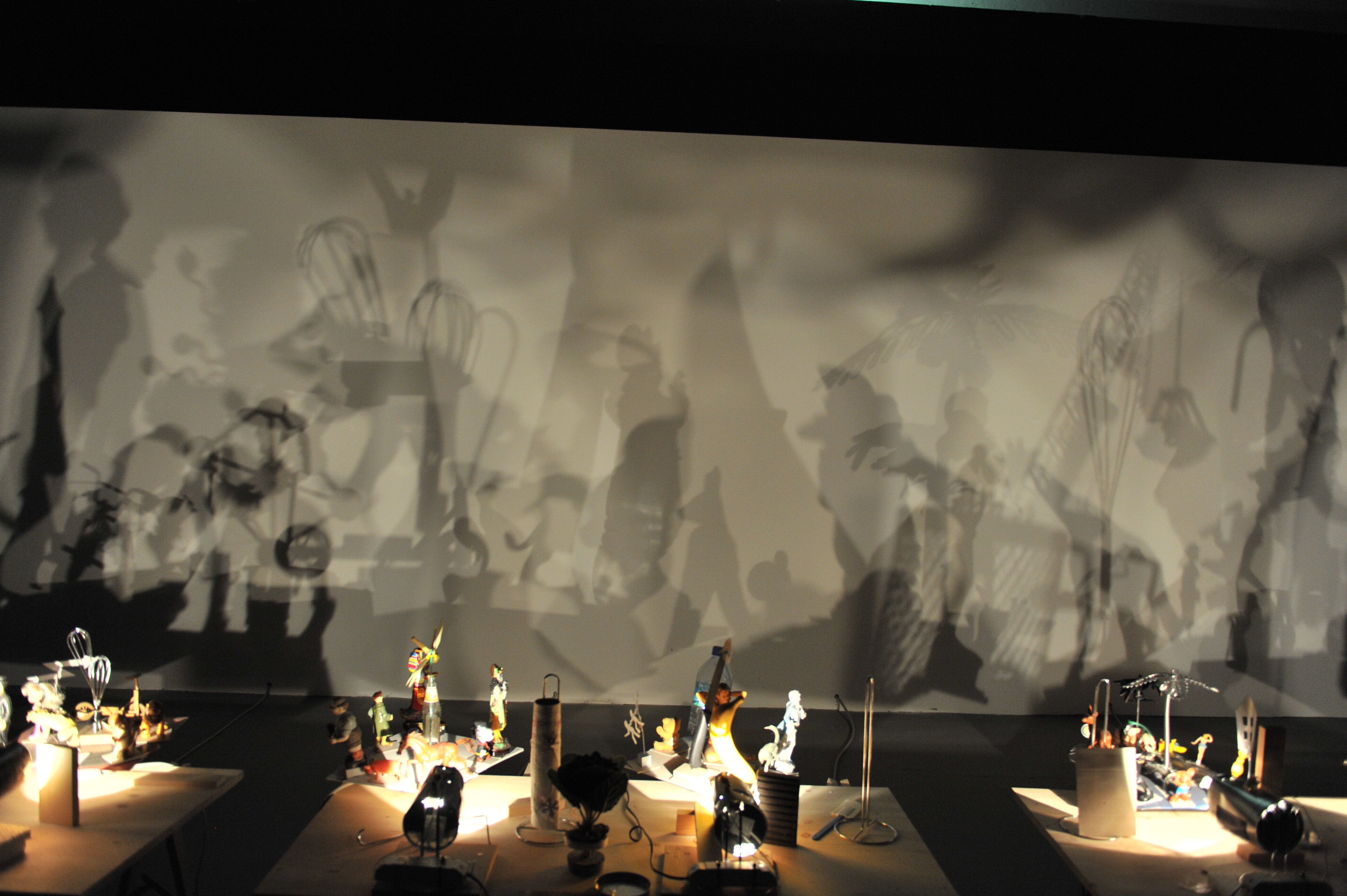
Hans-Peter Feldmann: Hra stínů, 2009

Hans-Peter Feldmann (17. ledna 1941, Düsseldorf – 30. května 2023) byl německý umělec a fotograf. Žil a pracoval v Düsseldorfu. Od roku 1968 pracoval jako konceptuální fotograf.

## Život a dílo
Feldmann dosáhl významného postavení v německém i světovém umění již v sedmdesátých letech 20. století. Soustředil se na práci s nalezeným obrazovým materiálem. Jeho tvorba zahrnuje knižní projekty, kde shromažďoval archivní fotografický materiál (pohlednice, plakáty či novinové výstřižky), fotografické série, zkoumající povahu skutečnosti či vztah mezi textem a obrazem i intervence do veřejných tištěných médií a světa vysoké kultury. Všechny tyto práce přitom spojuje autorovo pochopení fotografie jako projekce touhy. I proto jsou v jeho pracích všudypřítomné obrazy žen. Ženy jsou často podány fragmentárně, například když divák pozoruje jejich tělesné partie zezadu, anebo jsou dokonce zcela nepřítomné a na obraze k nim poukazuje jen oblečení jako je tomu v případě Všech šatů jedné ženy.
Feldmann se za fotografa nepovažoval. Jeho tvorba vycházela z nového vztahu k realitě a připomíná hru s obrazy. Příliš neuvažoval o autorské originalitě. A to jak v případě formy, tak námětu. Bylo mu vcelku jedno, jestli vystaví dokonalou nazvětšovanou fotografii nebo xerox. Na stejnou úroveň kladl amatérskou fotografii, výstřižky z novin i své vlastní snímky. Nehleděl příliš na formát, jenž se v mnoha případech neliší od osobních fotografií z rodinných alb – které mimochodem běžně používal a pak je zase do alb vracel. Pracoval konceptuálně a v cyklech. Jako námět mu posloužilo prakticky cokoli – oblaka, rty, opřené kolo, neustlaná postel, zasněžené hory nebo západy slunce. Z kýče rozhodně husí kůži neměl. Pouhou změnou umístění kýčové fotografie z rodinného alba mezi čtyři stěny galerie se snažil o přesun hodnot a významu jednotlivých „děl“. Tato práce představovala radikální rozchod s tradicí výtvarného umění, jež bylo založeno na myšlence autorské originality. Hans-Peter Feldmann se naproti tomu zabýval analýzou konstrukce fotografického významu a sociální funkcí obrazů, které nás běžně obklopují.
Jeho civilní cykly mohou být sarkasticky i přemýšlivě sumarizující – všechny šaty jedné ženy nebo půl kila jahod focených samozřejmě po jedné, ale i ze své podstaty otevřené: pohledy z oken hotelových pokojů či autorádia zachycená, „když hrála dobrá hudba“. Četba díla se mění v čase – stejně jako snímky rádií či aut získaly patinu, a tím se nezáměrně staly objektem vnímání v sentimentálním smyslu slova.
Další částí tvorby jsou Feldmannovy časové série, které vznikly jednoduchým rychle opakovaným stisknutím spouště aparátu, zaměřeného na jediný námět, ať už je jím mytí oken, most či sedící žena. Výsledné série snímků rozkládají řád časový do řádu prostorového. V kontrastu k tradici umělecké fotografie, která chce zachytit proměnlivou skutečnost na základě rozhodujícího momentu, se Hans-Peter Feldmann přikláněl k filmové logice, která pracuje s libovolným okamžikem. Jeho tvorba byla stejně tak tradiční jako kontroverzní, edukativní jako mýtoborná. Vytvářel napětí a kladl relativně dost otázek ohledně hranic a podobě současného umění, osoby a role výtvarného umělce, o podobách veřejné prezentace uměleckých děl, o podmíněnosti a kořenech prací současných tvůrců – ale hlavně o tom, co to vlastně fotografie nebo fotografický obraz je, jaké jsou jeho podoby, možnosti a cesty vedoucí nejen k jeho vzniku, ale i vnímání.
Feldmann vystřihoval fotografie z časopisů nebo si je „vypůjčoval“ z rodinných alb amatérských fotografů. Poté je porovnával, kombinoval a řadil. Vytvářel cykly, v nichž není podstatné, kdo mačkal spoušť, ani to, zda jsou obrázky něčím nové. Spíš naopak. Feldmann s oblibou pracoval se zcela konvenční obrazovou informací, tedy s tím, co bývá obecně považováno za kýč: s krvavými západy slunce, s fotografiemi bílých mraků na modré obloze, s hrajícími si koťaty. Ale nevysmíval se, neironizoval, ale stavěl snímky je do nových souvislostí.
Fotografie jako věci denní potřeby. Banální záběry, řada vystavených záběrů postrádá nejen originální nápad, ale i „řemeslo“ a uznání by sama o sobě nikdy nedošla, kdyby nebyla přenesena do nového kontextu. Stejně jako pisoár nebo lopata dadaisty – konceptualisty Marcela Duchampa. Základní tendence lze naznačit i ve Feldmannově zdánlivě nijak neomezené volbě námětů. Jejím společným jmenovatelem je pochopení fotografie jako projekce touhy. I proto jsou v jeho pracích všudypřítomné obrazy žen. Ženy jsou často podány fragmentárně, třeba když se díváme na jejich tělesné partie a pozorujeme je zezadu, anebo jsou dokonce zcela nepřítomné a na obraze k nim poukazuje jen oblečení jako je tomu v případě Všech šatů jedné ženy. Tato nepřítomnost je dobře patrná i v jiných Feldmannových pracích, tematicky čerpajících ze vzájemné nepřevoditelnosti odlišných režimů jakými jsou slovo a obraz.
Fotografoval-li Feldmann autorádio, z něhož se ozývala dobrá hudba, nebo telefonní budku, z níž volal své přítelkyni, zdůrazňoval tím jednak schopnost fotografie postihnout neopakovatelný okamžik a zároveň nemožnost jeho plného zpřítomnění.
Velmi zajímavá fotografie, která se svým pojetím autorovy předchozí tvorby vymyká, nese název Dvě dívky. Momentka zachycuje dívku, která přijíždí na koloběžce a udělá směrem k druhé dívce vstřícné gesto – nejspíš ji pohladí. Druhá dívka je však z fotografie vystřižena, takže z ní zůstává jen bílá silueta a stín na zemi. Soustředěním na významné gesto je tato fotografie v rámci Feldmannovy tvorby výjimečná: tady nejde o žádný „nahodilý“ okamžik, které Feldmann vyznával a pečlivě dokumentoval, ale zcela jistě o okamžik „rozhodující“ podle Henri Cartier Bressona.
Většinou používal každodenní zachycené obrazy, které částečně vytvořil sám, zčásti shromáždil. Spojil je do malých sérií, které zveřejňoval v časopisech a knihách. Feldmann ve svém díle sestavil repertoár všedních věcí a činů. V letech 1968–1974 Feldmann vytvořil asi 35 „fotoknih“. V roce 1974 založil vydavatelství Drei Möwen (Tři rackové). Od roku 1998 také publikoval v nakladatelství Feldmann. Feldmann byl spoluzakladatelem časopisu Ohio, Photographie wie noch nie (Ohio, fotografie jako nikdy předtím) (1995–1998) a společně s Celine Duval časopisu Cahiers des images (Obrázkové sešity).

## Výstavy (výběr)
- 1977 – Eine Stadt: Essen, Museum Folkwang Essen
- 1990 – Hans-Peter Feldmann, das Museum im Kopf, Portikus, Frankfurt; Kunstverein für die Rheinlande und Westfalen, Düsseldorf
- 1999 – Hans-Peter Feldmann: Bücher, Neues Museum Weserburg Bremen
- 2001 – Hans-Peter Feldmann, 100 Jahre, Museum Folkwang Essen 2001
- 2001 – Hans-Peter Feldmann 272 pages, Fundacio Antoni Tapies Barcelona
- 2002 – Hans-Peter Feldman 272 pages, Centre nationale de la photographie Paris, Fotomuseum Winterthur
- 2006 – Hans-Peter Feldmann in der Antikensammlung der Kunsthalle zu Kiel, Kunsthalle Kiel der Christian Albrechts-Universität, Schleswig-Holsteinischer Kunstverein Kiel
- 2007 – Hans-Peter Feldmann, Museum am Ostwall in Dortmund, Die Toten, RAF bis heute
- 2007 – Hans-Peter Feldmann, Skulptur.Projekte Münster 2007, Sanierung, bzw. Neugestaltung der Toilettenanlagen am Domplatz